# Avon Championships of Kansas 1981
Avon Championships of Kansas 1981  — жіночий тенісний турнір, що проходив на закритих кортах з килимовим покриттям Municipal Auditorium в Канзас-Сіті (США) в рамках Світової чемпіонської серії Вірджинії Слімс 1981. Відбувсь утретє і тривав з 12 січня до 18 січня 1981 року. Друга сіяна Андреа Джегер здобула титул в одиночному розряді й отримала за це 30 тис. доларів США.

## Фінальна частина

### Одиночний розряд
Андреа Джегер —  Мартіна Навратілова 3–6, 6–3, 7–5
- Для Джегер 1-й титул в одиночному розряді за сезон і 5-й — за кар'єру.

### Парний розряд
Барбара Поттер /  Шерон Волш —  Розмарі Касалс /  Венді Тернбулл 6–2, 7–6(7–4)

## Розподіл призових грошей
| Дисципліна       | П       | F       | ПФ     | ЧФ     | 1/8    | 1/16   | Prel. round |
| Одиночний розряд | $30,000 | $15,000 | $7,350 | $3,600 | $1,900 | $1,100 | $700        |